# 재일 조선인 축구 대표팀
재일 조선인 축구 대표팀(在日朝鮮蹴球団)은 재일 조선인들을 대표하는 축구단으로 공식 이름인 United Koreans in Japan은 한국어 언론에 소개될 때에는 ‘일본의 통일 코리안들’로 번역되기도 한다.

## 역사
FC 코리아를 주축으로 결성하여 독립 축구 협회 연맹(CONIFA)에 가입하였고 연맹 로고는 한반도 모양의 호랑이와 일본 축구팀의 상징인 푸른색을 썼다. 국기와 국가 대신 한반도기와 아리랑을 사용하며 2018년 안영학이 선수 겸 감독으로 합류하였다.

## 국제 대회

### CONIFA 월드 풋볼컵
CONIFA 월드 풋볼컵에는 2번 출전했고 이 가운데 2016년 대회에서 8강에 오르며 재일 조선인 축구 역사상 세계 대회에서의 역대 최고 성적을 거두었다.

## CONIFA 월드 풋볼컵 기록
- 출전 : 2회 (2016년에 첫 출전)
- 최고 성적 : 8강 (2016년)
- 통산 전적 : 2승 6무 3패/11득점·11실점/승점:12점
- 2014년 : 불참 (독립 축구 협회 연맹 비회원)
- 2016년 : 8강 (1승 2무 2패/4득점·7실점/승점:5점)
- 2018년 : 11위 (1승 4무 1패/7득점·4실점/승점:7점)

## 2018년 선수 명단
| 번호 | 포지션 | 선수        | 생년월일 (나이)        | 출전 | 소속               |  |
| ---- | ------ | ----------- | ---------------------- | ---- | ------------------ |  |
| 96   | GK     | 임효금      | 1996년 5월 3일(28세)   | 0    | 간세이 가쿠인 대학 |  |
| 1    | GK     | 심우대      | 1985년 1월 24일(40세)  | 0    | Unattached         |  |
|      |        |             |                        |      |                    |  |
| 17   | DF     | 신용기      | 1993년 4월 14일(32세)  | 11   | FC 코리아          |  |
| 13   | DF     | 김선지      | 1994년 12월 5일(30세)  | 5    | FC 코리아          |  |
| 5    | DF     | 홍윤극      | 1995년 2월 11일(30세)  | 0    | FC 도쿠시마        |  |
| 6    | DF     | 손민철      | 1986년 10월 27일(38세) | 0    | 리만 FC            |  |
| 2    | DF     | 안영학      | 1978년 10월 25일(46세) | 0    | Unattached         |  |
| 98   | DF     | 강유준      | 1998년 5월 8일(26세)   | 0    | 먼로 대학          |  |
|      |        |             |                        |      |                    |  |
| 28   | MF     | 다미야마 켄 | 1995년 12월 29일(29세) | 10   | FC 도쿠시마        |  |
| 4    | MF     | 고지황      | 1995년 3월 2일(30세)   | 0    | FC 도쿠시마        |  |
| 7    | MF     | 이동준      | 1993년 6월 25일(31세)  | 0    | 아로레 하치오지    |  |
| 8    | MF     | 최광연      | 1987년 12월 23일(37세) | 0    | FC 코리아          |  |
| 10   | MF     | 윤성이      | 1980년 1월 29일(45세)  | 0    | Unattached         |  |
| 14   | MF     | 변영장      | 1988년 11월 1일(36세)  | 0    | 도쿄 유나이티드 FC |  |
| 89   | MF     | 이동성      | 1999년 3월 1일(26세)   | 0    | 스테인즈타운 FC    |  |
| 21   | MF     | 홍태일      | 1988년 5월 24일(36세)  | 0    | Unattached         |  |
| 26   | MF     | 문수현      | 1995년 8월 6일(29세)   | 0    | FC 코리아          |  |
|      |        |             |                        |      |                    |  |
| 51   | FW     | 신용주      | 1996년 1월 1일(29세)   | 0    | FC 코리아          |  |